# Corneille Antoine Jean Abram Oudemans

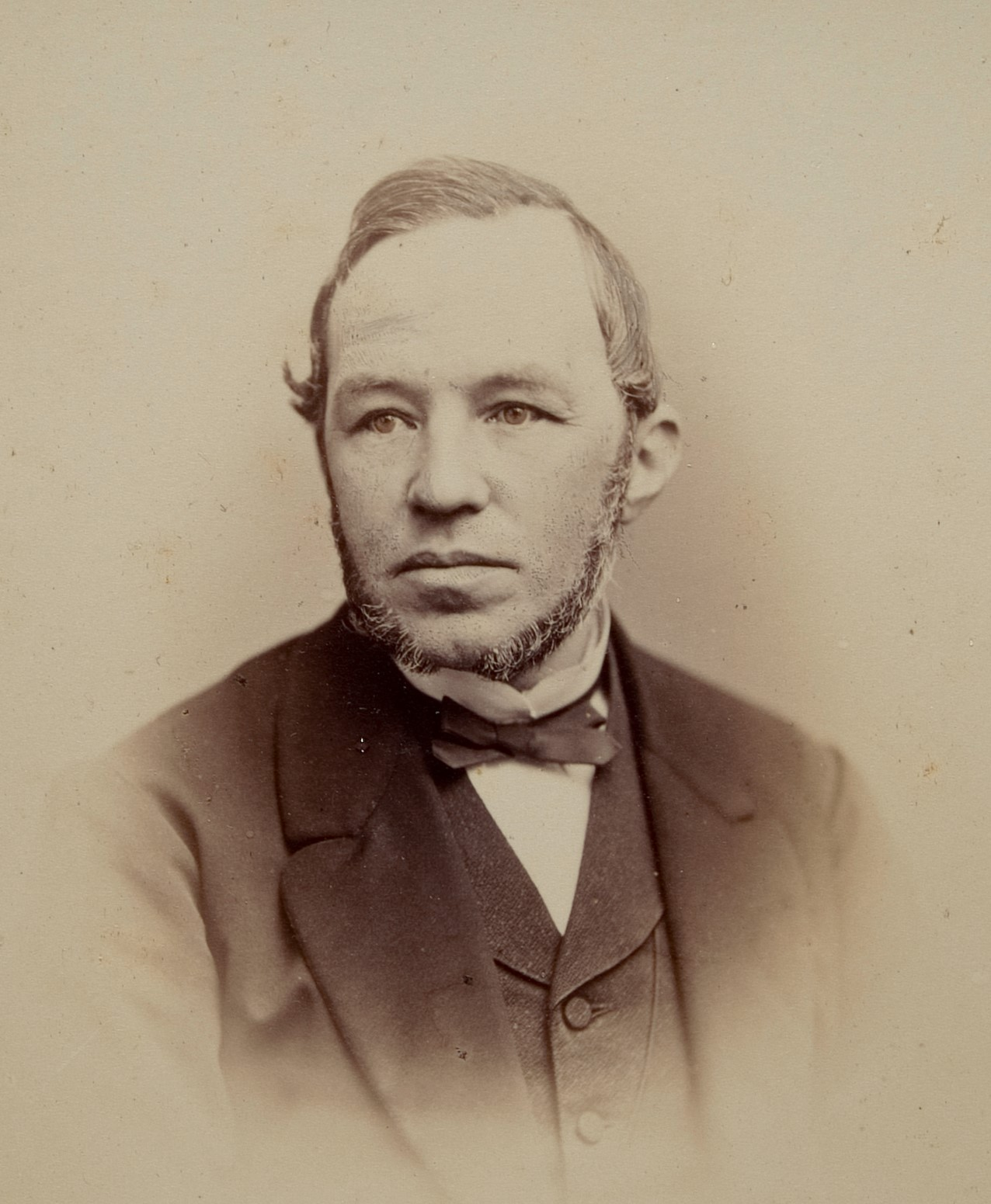
C.A.J.A. Oudemans

Corneille Antoine Jean Abram Oudemans of Cornelis Antoon Jan Abraham Oudemans (Amsterdam, 7 december 1825 – Arnhem, 29 augustus 1906) was een Nederlandse botanicus en arts die gespecialiseerd was in de systematiek van schimmels.
Oudemans werd geboren in Amsterdam, als oudste van zeven kinderen van zijn gelijknamige vader en Jacoba Adriana Hammecker. Één van zijn jongere broers, Jean Abraham Chrétien, werd astronoom en zijn neef, Anthonie Cornelis, werd entomoloog. Hijzelf was getrouwd met Christina Maria Speenhoff. Zoon Johannes Theodorus Oudemans specialiseerde zich in de entomologie.
Oudemans ging naar school in Weltevreden, Java, waar zijn vader les gaf, en verhuisde vervolgens terug naar Amsterdam om klassieke studies te studeren. Daarna ging hij naar de universiteit van Leiden, waar hij in 1847 een medische graad (geneeskunde) behaalde. Hij reisde naar Europa, maar moest terugkeren vanwege de Maartse Revolutie. Hij werd docent "materia medica" in Rotterdam waar hij ook de geneeskunde beoefende. In 1859 ging hij geneeskunde doceren aan het Athenaeum van Amsterdam en toen dat in 1877 een universiteit werd, werd hij er tot 1896 rector magnificus. Hij raakte geïnteresseerd in schimmels en begon ze te catalogiseren en te beschrijven in Révision des champignons (1892-1897) en Catalogue raisonné (1904). Hij ging in 1896 met pensioen, maar bleef ook daarna nog Europese parasitaire schimmels beschrijven die postuum werden gepubliceerd als Enumeratio systematica fungorum door J.W. Moll van de Rijksuniversiteit Groningen. Van hem werd ook Flora van Nederland, Leerboek der Plantenkunde (3 delen) en Neerlands Plantentuin uitgegeven. Hij was tevens secretaris van de Koninklijke Academie van Wetenschappen. 
Het Malvaceae geslacht Oudemansia (1854), (nu een synoniem van Helicteres) is naar hem vernoemd evenals de schimmelgeslacht Oudemansiella (1881).
Vanwege zijn werkzaamheden is Oudemans benoemd tot ridder in de Orde van de Nederlandse Leeuw, in de Orde van de Poolster en officier in de Orde van de Italiaanse Kroon.
Oudemans werd begraven op Moscowa te Arnhem.
- Bibsys: 90338398
- Bibliothèque nationale de France: cb13479675f (data)
- Author citation (botany): Oudem.
- Biografisch Portaal: 23934443
- Digitale Bibliotheek voor de Nederlandse Letteren: oude015
- Stuttgart Database of Scientific Illustrators 1450–1950: 3840
- Gemeinsame Normdatei: 117626694
- International Standard Name Identifier: 0000 0000 7103 7864
- Library of Congress Control Number: no2018177330
- Nationale Bibliotheek van Tsjechië: uk2009534332
- Nederlandse Thesaurus van Auteursnamen: 069950113
- RKD-Nederlands Instituut voor Kunstgeschiedenis: 362176
- LIBRIS: 351814
- Système universitaire de documentation: 143429205
- Trove: 1068752
- Virtual International Authority File: 67247802
- WorldCat: E39PBJcKGYp3yggqXd7WvfPqQq